# Thomas Pennant
Thomas Pennant (Whitford, Flintshire, 14 de junho de 1726 — Whitford, Flintshire, 16 de dezembro de 1798)  foi um antiquário amador e um naturalista britânico.